# Municipio de Au Sable (condado de Roscommon)
El municipio de Au Sable (en inglés: Au Sable Township) es un municipio ubicado en el condado de Roscommon en el estado estadounidense de Míchigan. En el año 2010 tenía una población de 255 habitantes y una densidad poblacional de 2,75 personas por km².

## Geografía
El municipio de Au Sable se encuentra ubicado en las coordenadas 44°28′7″N 84°25′33″O / 44.46861, -84.42583. Según la Oficina del Censo de los Estados Unidos, el municipio tiene una superficie total de 92.66 km², de la cual 92,36 km² corresponden a tierra firme y (0,33 %) 0,31 km² es agua.

## Demografía
Según el censo de 2010, había 255 personas residiendo en el municipio de Au Sable. La densidad de población era de 2,75 hab./km². De los 255 habitantes, el municipio de Au Sable estaba compuesto por el 97,65 % blancos, el 0,78 % eran afroamericanos, el 0,39 % eran de otras razas y el 1,18 % eran de una mezcla de razas. Del total de la población el 1,18 % eran hispanos o latinos de cualquier raza.